# 陀槍師姐2021
《陀槍師姐2021》，前名《陀槍師姐V》、《陀槍師姐2020》，香港電視廣播有限公司及上海騰訊企鵝影視文化傳播有限公司拍攝製作的陸港兩地合拍劇全實景時裝警匪喜劇電視劇。本劇由宣萱、陳豪、滕麗名、羅子溢及許紹雄領銜主演，並由洪永城、鄧佩儀、鄭俊弘、海俊傑、關曜儁、李成昌、盧宛茵、林穎彤、趙永洪、黃建東及張彥博聯合演出。本劇編審為蔡婷婷及冼少玲，監製為方駿釗和出品人為杜之克。此劇是香港電視廣播有限公司經由子公司TVB New Wings Limited推出的劇集，為首部外判劇。

## 故事大綱
本劇是《陀槍師姐系列》的第五輯，而不是續集，並為2020年香港國際影視展十一部推介劇集之一。本劇為2021年無綫電視節目巡禮介紹的十四套劇集之一及為無綫電視2021年賀歲劇之一。該劇講述了一直安逸於檔案管理後勤崗位的督察戴安娜，被上司安排加入懸案小組與一班各有「特色」的警員追查外界不關注的懸案，在感情與內疚推動下，成為新一代的「陀槍師姐」的故事。

## 演員表
| 演員          | 角色      | 簡要介紹 |
| 宣萱          | 安娜      | Diana、娜姐、阿娜、Banana姐姐（劉達華專稱），39歲，警察公共關係科督察（警訊主持→西九龍總部警察檔案部督察→懸案特別調查科督察，警員編號：UI732044，為人膽驚怕小，經常在行動期間因膽小而出錯，卻有個人的推理能力，多來年無法克服心理去開槍，湯圓之主人，韋展超之下屬兼表大姨子，蒙漢森之下屬，後為其女友，最後成為未婚妻，羅美蘭之姨甥女，翁珠迪之表姐兼好友，古綺玲之客人兼好友，劉達華之前補習老師，視其為親弟一樣，被調至懸案特別調查科，通過性感衣著引誘色魔出動，並在劉達華協助下輯拿色魔歸案，開始懷疑劉達華就是當年的補習學生，卻遭其否認，多次刻意不預約射擊場以逃避射擊練習，被鐘一典察覺並得到其配合隱瞞，與劉達華相認卻被其冷待，多次希望修補與劉達華的關係而主動找對方，都被蒙漢森阻礙，並誤以為蒙漢森非常孤獨，出於憐憫而陪伴其的同時對其產生好感，發現蒙漢森裝寂寞騙自己，並得知劉達華臥底身份後與其重歸於好，被公開持槍手顫之事，被輿論奚落成為笑柄，故一度打算辭職，後得到蒙漢森的陪同訓練後逐漸走出陰影，並成為其女友，展開地下情，向古倚玲與翁珠迪公開戀情，被關莎黛向懸案特別調查科成員公開戀情，之後屢次被她耍卻後知後覺，令她與蒙漢森的關係變得尷尬，在家中被錢順潮派人襲擊，並失去代為照顧的魚子醬，識破關莎黛的目的，從關莎黛手中獲得被襲擊時丟失的魚子醬，因關莎黛的苦肉計沒法出席蒙漢森安排的訂婚儀式，甚至與蒙漢森分手，因失戀喝醉酒上關莎黛辦公室想與其談判，在不清醒的狀態下看到死亡了的關莎黛而並未察覺，更被張耀忠襲擊暈倒，成為殺害關莎黛的嫌疑犯，後得懸案小組成員協力找到證人成功洗脫嫌疑，成功讀取劉達華留下的摺紙鶴線索，在蒙漢森調走後成為懸案小組新主管，接受蒙漢森求婚                                 |
| 陳豪          | 蒙漢森    | Hanson、檬Sir、懵Sir（懸案小組眾人專稱、衰神（戴安娜專稱）、蒙翰約（關莎黛專稱），40歲，飛虎隊行動組總督察→懸案特別調查科總督察→西九龍重案組總督察，為人自尊心高強，要面子，關莎黛之前夫，韋展超之下屬兼好友，戴安娜之上司，與其不和，後和好並成為其男友，最後成為未婚夫，陳三元之下屬，對其有好感，馬啟凡、鍾一典、李志隆、方小喬之上司，初期不滿他們做事馬虎而針對他們，在一段時間相處後發現他們的長處而開始接納，梁兆希之競爭對手，與其針鋒相對，最後和好，被調至懸案特別調查科，與陳三元燭光晚餐，因為其未能放下程峰而被拒絕，為管理不聽從自己的下屬，在韋展超提議下主動討好戴安娜，最終被其識破並作為把柄被反要脅，劉達華之前上司，因為當年劉達華毆打同事解僱其，其實是韋展超安排齊之後到元鷹當臥底，一直針對劉達華，但因為得知柔柔為假證人知道劉達華為臥底，在韋展超的要求下為保證劉達華在行動期間不被戴安娜騷擾而多次借用各種理由引開戴安娜，並慢慢對其產生好感，因在自己的離婚紀念日上無人陪伴而倍感寂寞獨自酗酒，得戴安娜陪伴並被其送回家中，被戴安娜發現模仿電視劇的橋段裝寂寞與孤獨，情非得已之下告知劉達華身份一事，向戴安娜告白並成為其男友，抓娃娃討好戴安娜，遭關莎黛嫉妒不滿，要求和戴安娜一起度過一個特別的日子，被戴安娜誤會是因紀念與關莎黛的結婚紀念日而感到不開心，並解釋不開心的原因僅僅是自己在跑樓梯輸給梁兆希而覺得羞愧，在關莎黛的各種破壞下陰差陽錯地認為需要給戴安娜安全感，瞞著戴安娜舉辦求婚派對打算向其求婚，卻因關莎黛的苦肉計對戴安娜心淡更與其分手，得悉關莎黛為錢順潮令邦妮改口供而憤怒，並當面拒絕其復合的意願，得悉關莎黛苦肉計的真相，與戴安娜復合，在劉達華提供的方向成功找到關莎黛臨死前寄給自己的USB，調往重案組，並向安娜求婚 |
| 滕麗名        | 陳三元    | Madam Chan、三元，39歲，前西九龍交通部督察，後為西九龍重案組警司，警員編號：WSP20447，香港首位執勤時開槍的女警／被強姦的女警，程峰之遺孀，一直接受不了他已經去世的事實，程莎莎、程嘉嘉、程卓卓之母，程守忠、何金梅之媳婦，陳大生、王二妹之長女，陳四喜、陳五福之大姊，陳小生之姪女，朱素娥、衛英姿之前同事兼好友，蒙漢森、梁兆希之上司，並與他們有感情線，韋展超之下屬，於1996年被鮑國平強姦，於2001年喪子，於2003年喪夫，由於租用來放程峰遺物的迷你倉租約期滿，不得不再次面對程峰的事，最終決定正式忘記程峰重新出發，決定暫時離開香港休假一段時間，起正式回港並接手錢順潮的犯罪案件，發現戴安娜不能開槍並斥責其，因程莎莎被綁架而遭要脅交出錢順潮的罪證USB，單槍匹馬和張耀忠談判並撞車，被王二妹得知並被要求辭去警察職務，與程莎莎一同通過各種途徑折磨王二妹，令其放棄要求自己辭去警察一職的想法 |
| 謝進，（童年  | 劉達華    | 華Dee、Dee哥、細佬（安娜專用，原名劉志明，2000年滅門兇殺命案之唯一倖存者，飛虎隊行動組警員→元鷹成員，實為臥底警員→飛虎隊行動組警員，1990年7月3日出生，劉海之次子，韋展超之下屬，蒙漢森之前下屬，浩南之前手下，張耀忠之手下兼情敵，後反目，吳丹基之兒時好友，安娜之前補習學生，後視其為親姐，暗戀許千盈，被程百強針對，後被其賞識，在不知情的情況下接受深層催眠，在催眠後遺症影響之下回憶起殺害自己一家的真兇就是張耀忠的父親，找張耀忠對質，並提供了兇手的特徵，回憶起殺害劉海的真兇是金海東，懷疑殺害金海東的兇手是張耀忠 |
| 羅子溢        | 劉達華    | 華Dee、Dee哥、細佬（安娜專用，原名劉志明，2000年滅門兇殺命案之唯一倖存者，飛虎隊行動組警員→元鷹成員，實為臥底警員→飛虎隊行動組警員，1990年7月3日出生，劉海之次子，韋展超之下屬，蒙漢森之前下屬，浩南之前手下，張耀忠之手下兼情敵，後反目，吳丹基之兒時好友，安娜之前補習學生，後視其為親姐，暗戀許千盈，被程百強針對，後被其賞識，在不知情的情況下接受深層催眠，在催眠後遺症影響之下回憶起殺害自己一家的真兇就是張耀忠的父親，找張耀忠對質，並提供了兇手的特徵，回憶起殺害劉海的真兇是金海東，懷疑殺害金海東的兇手是張耀忠 |
| 許紹雄        | 韋展超    | 威Sir、展超、衰佬（蒙漢森專稱，西九龍總部高級警司） |
| 洪永城        | 張耀忠    | 忠少、忠哥、阿忠、耀忠（金海東專稱），反派，30歲，元鷹頭目／師爺（法律顧問／元鷹坐館，從外國回流，張勝之子，金海東之養子，許千盈之暗戀對象，後假意與其交往並利用其，劉達華之老大兼情敵，吳丹基之老大，收留劉達華和吳丹基，得知金海東與許千盈的關係，在金海東暗示下拒絕並疏遠許千盈，被許千盈質問並承認曾喜歡其，遭金海東否決社團發展十年計劃，向許千盈告白並成為情侶並與金海東反目，在劉達華的情報中得知金海東為殺父仇人並綁架其，得悉當年真相，本打算原諒金海東，因得悉金海東打算殺害自己，於是將其殺害，後黑化，成為元鷹坐館，被程百強尋仇而親口說出是自己殺害金海東而被許千盈聽到，在與對方爭執時，對方不慎滑倒被硬物撞傷後腦，為掩蓋事實真相而對其見死不救令其失血而死，更嫁禍給程百強，（實為暗中調查關莎黛，得知其擁有錢順潮罪證的USB，並在關莎黛死後襲擊戴安娜令其在兇案現場暈倒，綁架程莎莎以要脅陳三元，威逼錢順潮答應毒品物流交易和在槍殺程百強前從其口中得知劉達華為臥底，故意惹怒劉達華令其執行私刑試圖同歸於盡，最終被戴安娜及蒙漢森槍傷並被前者拘捕及被控以販毒、綁架及謀殺等多項罪名（僅韋展超口中概述，名字與《法證先鋒II》張耀忠一角相同 |
| 鄧佩儀        | 許千盈    | 盈盈、阿盈原名，金千盈，23歲，「乾坤冰室」老闆娘，金海東之女，在金海東的暗中操作下從小開始被朋友疏遠，許乾坤、許太之養女，暗戀張耀忠，劉達華之暗戀對象，於第2集登場，於第19集被張耀忠拒絕，同集在許乾坤遺物中發現信件得知金海東為自己生父，更與其對質，於第20集質問張耀忠是否曾喜歡自己，於第22集得悉劉達華的心意而婉拒，同集被張耀忠告白並成為情侶，於第23集在劉達華慫恿下接受金海東並與其相認，同集向金海東表明自己與張耀忠一起的決心，於第25集因得知張耀忠殺害金海東而與其發生爭執，不慎踩到玻璃碎片而滑倒，後腦碰撞硬物但仍然清醒求救，但張耀忠為掩蓋事實真相而對其見死不救令其失血而死，在死後被劉達華念念不忘 |
| 鄭俊弘        | 程百強    | Danny仔、Danny哥，反派，30歲，元鷹頭目，「名門豬排」餐廳老闆，妙妙之男友，針對劉達華，後賞識其，被警方通緝，假扮被劉達華槍殺，殺害一名警員後偷走一支佩槍並逃離安全屋，企圖殺害張耀忠，最後反被對方槍殺身亡 |
| 海俊傑        | 梁兆希    | 梁Sir、兆希、小氣仔（韋展超、蒙漢森專稱、梁小氣（懸案小組眾人專稱、小氣Sir（戴安娜、蒙漢森專稱，40歲，有組織罪案及三合會調查科、商業罪案調查科（未有提及職級→西九龍重案組總督察→飛虎隊行動組總督察，經常取笑懸案特別調查科的組員及其調查案件的方式，陳三元之下屬，並與其有感情線，蒙漢森之競爭對手，與其針鋒相對，最後和好，取代原有前四輯程峰一角，於1992年倫敦大學學院統計學畢業，調往飛虎隊，名字諧音小氣 |
| 關曜儁        | 吳丹基    | Hang基、基哥，30歲，元鷹成員，浩南之手下，後起為張耀忠之手下，劉達華之好友，趙雅敏之男友，得知劉達華為警方臥底並為其擋張耀忠之槍，後傷愈並被捕入獄，名字諧音Hang機（當機） |
| 李成昌        | 金海東    | |
| 盧宛茵        | 羅美蘭    | 翁太、蘭姨、美蘭、美蘭姐，翁珠迪之母，韋展超之岳母，戴安娜之姨，方陳彩鳳之好友 |
| 林穎彤        | 方小喬    | Joyce、蕎頭、著數妹，懸案特別調查科警員，蒙漢森、戴安娜之下屬，方陳彩鳳之女，馬啟凡之同事，與其有感情線，成為馬啟凡之女友 |
| 趙永洪        | 鍾一典    | 夠鐘Sir、夠鐘，懸案特別調查科警長→懸案特別調查科見習督察，特別懶散，經常到下班時間便下班，甚少加班，蒙漢森、戴安娜之下屬，雪之夫，鋒仔之父，晉升為見習督察 |
| 黃建東        | 李志隆    | GD、阿隆、厚切，懸案特別調查科警員，愛做明星夢，蒙漢森、戴安娜之下屬，與馬啟凡同屆警校畢業 |
| 張彥博        | 馬啟凡    | 阿凡、啟凡、麻鬼凡，懸案特別調查科警長，特別勤奮，認真工作，蒙漢森、戴安娜之下屬，與李志隆同屆警校畢業，方小喬之同事，與其有感情線，成為方小喬之男友，名字諧音麻鬼煩（很麻煩） |
| 安德尊        | 王警司    | 警司 |
| 李錦聯        | 李警司    | 警司 |
| 曾淑雅        | Jackie    | 西九龍重案組探員，陳三元、梁兆希之下屬，被程百強槍傷 |
| 丘梓謙        | Andy      | 西九龍重案組探員，陳三元、梁兆希之下屬 |
| 姚宏遠        | Leon      | 西九龍重案組探員，陳三元、梁兆希之下屬 |
| 黃耀煌        | Aaron     | 西九龍重案組探員，陳三元、梁兆希之下屬 |
| 劉佩玥        | 卓依婷    | 軍裝巡邏小隊警員，警員編號：PC38311，非常崇拜安娜 |
| 李顯曜        |           | 軍裝警員 |
| 周嘉全        |           | 軍裝警員 |
| 鄧美欣        |           | 軍裝警員 |
| 黃子桐        |           | 軍裝警員 |
| 鄔嘉駿        |           | 軍裝警員 |
| 余富根        |           | 探員 |
| 陳建文        |           | 探員 |
| 鄭詠謙        |           | 探員 |
| 邵展鵬        |           | 探員 |
| 吳天兒        |           | 探員 |
| 陳戩浩        |           | 飛虎隊行動組警員 |
| 黃潤成        |           | 飛虎隊行動組警員 |
| 曾海昌        |           | 飛虎隊行動組警員 |
| 陳嘉維        |           | 飛虎隊行動組警員 |
| 李 健         |           | 文件鑑辨組專家 |
| 許思敏        |           | 清潔工人 |
| 黃煒溏        | 張勝      | 張耀忠之父，金海東之表面上的好兄弟，主動討好錢順潮，幫其收地並放火燒村，結果被劉海知悉並要告發此事，受錢順潮的指示與金海東一同殺害其全家，殺人後獲得證據打算邀功，最後遭金海東報復殺害 |
| 林敬剛        | 浩南      | 浩南哥、南哥，反派，元鷹頭目，劉達華、吳丹基之老大，程百強之死對頭，被警方拘捕 |
| 煒烈          | 棺材繩    | 繩哥，叔父 |
| 鬼塚          | 白頭鬼    | 叔父 |
| 鄭恕峰        | 天叔      | 叔父 |
| 古天祥        | 文叔      | 叔父 |
| 邵卓堯        | 馬纜祥    | 叔父 |
| 譚坤倫        | Bobby     | 程百強之手下，在販毒被警方追捕過程中因程百強要其頂替其罪名而被捕 |
| 廖家爵        |           | 黑幫手下，在毒品工場被警方拘捕 |
| 馮子亮        |           | 黑幫手下，在毒品工場被警方拘捕 |
| 李紹堅        |           | 黑幫手下，在毒品工場被警方拘捕 |
| 文竣瑋        |           | 黑幫手下，在毒品工場被警方拘捕 |
| 李嘉晉        |           | 黑幫手下，在毒品工場被警方拘捕 |
| 梁百川        |           | 黑幫手下，在毒品工場被警方拘捕 |
| 張翼東        |           | 黑幫手下，在毒品工場被警方拘捕 |
| 葉家泓        |           | 黑幫手下，在毒品工場被警方拘捕 |
| 余應彤        |           | 黑幫手下，在毒品工場被警方拘捕 |
| 黎文傑        |           | 黑幫手下，在毒品工場被警方拘捕 |
| 吳子沖        |           | 黑幫手下，在毒品工場被警方拘捕 |
| 鄒兆霆        |           | 黑幫手下，在毒品工場被警方拘捕 |
| 羅永健        |           | 黑幫手下，在毒品工場被警方拘捕 |
| 易智遠        | 牛丸      | 吳丹基之手下，在毒品工場被警方拘捕 |
| 郭漢柱        | 排骨      | 被安娜及蒙漢森拘捕 |
| 尤志豪        | 魚蛋      | 被安娜及蒙漢森拘捕 |
| 吳綺珊        |           | 秘書，錢順潮之下屬 |
| 杜燕歌        |           | 「名門豬排」前老闆，患有色盲，懂得自製土製炸彈，向名門豬扒放炸彈，被捕（劇中沒有交代 |
| 馬國明        | 林英華    | 阿英、Keanu，戴安娜之前未婚夫，與紀博俊的名字可組成詞組「英俊」， |
| 胡鴻鈞        | 紀博俊    | 阿俊、Hugo，戴安娜之前未婚夫，與林英華的名字可組成詞組「英俊」， |
| C君           | 畢華瀟    | 瀟瀟，小珊之夫，安娜之前未婚夫 |
| 利穎怡        | 真雅珊    | 小珊，畢華瀟之妻，針對並嘲諷安娜 |
| 韋家雄        | 莫偉賢    | 阿賢，瘋漢，用持刀刺傷「名門豬排」經理，禁錮食客，並差點持刀脅持戴安娜，後被蒙漢森拘捕 |
| 紀保羅        | 張倫      | 神父 |
| 盧海鷹        |           | 侍應 |
| 曾慧雲        |           | 「名門豬排」收銀員 |
| 莫家淦        | 楊毅縉    | 「名門豬排」經理 |
| 魏穎彤        |           | 「名門豬排」洗碗阿姐 |
| 高爾珩        |           | 食客 |
| 鄭玉儀        |           | 食客 |
| 朱祖權        | 速龍哥    | 毒品賊家 |
| 范仲          |           | 毒販手下 |
| 吳子          |           | 毒販手下 |
| 葉蒨文        | 鄧麗雯    | Venus，酒吧客 |
| 梁博恩        | 張千進    | 醉酒男 |
| 鄧嘉傑        | 張敬輝    | 溫太之下屬 |
| 趙希洛        | 張縵珺    | 溫太，溫彼德之妻，溫晴之母 |
| 蕭徽勇        | 溫彼德    | 溫生，張縵珺之夫，溫晴之父，鄭亦芬之前情夫 |
| 黃芷晴        | 溫晴      | 晴晴，於十年前露營時期間失蹤，被懷疑晚上貪玩而失足墮崖，實為被鄭亦芬用熱巧克力毒殺，發現其骸骨證實死亡，並藏在在石屋的太陽花圃下 |
| 吳珮如        | 鄭亦芬    | 阿芬、Fanny，溫彼德之前情婦，患有癌症，殺死溫晴的兇手，因為妒忌溫晴而殺害其，被捕 |
| 伍禮騫        |           | 色魔，救生員，每年冬季泳池休業期間犯案，被捕 |
| 張詩欣        |           | 主持 |
| 黃耀英        |           | 副導演 |
| 吳香倫        | 李嘉蘭    | 疑犯，因居民插香驅趕死者的靈魂，導致其鼻敏感發作，於是決定連夜搬走所有的地主公，並放置於死者的家中 |
| 馮奕森        |           | 大碌竹水吧 |
| 陳欣茵        |           | 主持 |
| 鄭雋熹        |           | 打手 |
| 陳銳峰        |           | 打手 |
| 李仲美        |           | 婆婆 |
| 柳秋紅        |           | 婆婆 |
| 何文進        |           | 伯伯 |
| 林偉年        | 霸 哥     | 大碌竹老闆，黑社會大佬 |
| 何美好        |           | 街坊 |
| 譚淑盈        |           | 街坊 |
| 陳國基        |           | 街坊 |
| 陳俊堅        | 梁世海    | John，倖存者心理輔導中心員工，因多年前下去便利店購買香煙及拿預訂的手機，因此避過一劫，後企劃謀殺在災難倖存的人，於兩年前殺害黃紀安及殺害八位死者，企圖殺害劉達華，最終被蒙漢森和戴安娜拘捕 |
| 程浩駿        | 黃紀安    | 技安，保險經紀／死者，孤兒，曾和劉達華和吳丹基住在慧慈孤兒院，兒時經常欺負其，於兩年前被梁世海推落樓梯重傷，後再被其用石頭重擊頭部致其身亡 |
| 鍾志光        | 王愷恩    | 王博士、Dr. Wong，心理學家，1968年10月12日出生，已婚，妻子剛懷孕數月，家住九龍窩打老道山442號 |
| 鄒兆霆        |           | 酒保 |
| 陳狄克        |           | 保安 |
| 鄧伊婷        |           | 美女 |
| 程 皓         | 蔡靜柔    | 柔柔，演員，被韋展超安排假扮妓女，為劉達華製造不在場證據，，被蒙韓森提到在演藝學院遇到其，於是盤問韋展超，從而發現了劉達華的臥底身份 |
| 黃穎君        | 鍾 太     | 鍾一典之妻，鋒仔之母 |
|               | 鋒仔      | 鍾一典之子 |
| 蘇嘉倫        | 高大威    | 惡客，後被劉達華教訓 |
| 伍秉君        |           | 保安 |
| 曾健明        | 何國健    | 案件死者／臨時演員，因不想半夜歸家影響到兒子的睡眠，多次在電視台煮即食麵和過夜，為煮即食麵一事和保安員吵架後在逃跑中不慎撞傷頭部，在並不知道自己傷勢嚴重的情況下更為逃避追捕躲入錄影廠的道具衣櫃，最終在衣櫃中昏迷失救而死了 |
| 霍健邦        | 徐展      | 保安員 |
| 李興華        | 何志坤    | 何國健之子 |
| 陳嘉俊 (演員) |           | 酒保 |
| 蕭文諾        |           | 酒保 |
| 李善          |           | 教練 |
| 黃成想        | 七叔      | |
| 吳嘉儀        | 黃億霞    | 霞姐，製作助理 |
| 吳天兒        |           | 美女 |
| 鄔嘉駿        |           | 型男 |
| 林俊其        | Jason     | 藝人 |
| 黃凱琪        |           | 接待員 |
| 尹詩沛        | X先生     | 毒販並被劉達華得悉其真正身份，被捕 |
| 陳永昌        |           | X先生之手下，被捕 |
| 何廣沛        |           | 露宿者， |
| 江嘉敏        |           | 露宿者， |
| 朱樂洺        |           | 新郎 |
| 阮嘉敏        |           | 新娘 |
| 郭千瑜        |           | 女主角 |
| 周亦鵬        |           | 侍應 |
| 黃穎君        | 雪        | - |
| 馮素波        | 許 太     | 許乾坤之妻，在許千盈出生前已經跟男人跑了，因急需錢而回港向許千盈拿錢，最後被金爺恐嚇要她以後不回港 |
| 蔡菀庭        |           | 美女 |
| 黃浩霆        |           | 酒保 |
| 余應彤        |           | 酒保 |
| 鄧智堅        | 賴品立    | Peter，案件死者／劇團演員，通過與多個女朋友交往騙取錢財冒充中產，並聲稱在金融公司上班，實際是個無業遊民 |
| 趙樂賢        | 嚴亞發    | 百海劇團負責人，古綺玲之夫，向古綺玲提出離婚，與古綺玲復合 |
| 麥美恩        | 古綺玲    | 嚴亞發之妻，向古綺玲提出離婚，與古綺玲復合 |
| 趙璧渝        | 羅安琪    | Angel，賴品立其中一個女友，被賴品立的甜言蜜語騙倒，為其結帳導致欠了一身的卡債，後發現賴腳踏幾條船並且是個無業遊民的事實，並被賴翻臉告知並不愛自己而只是愛自己的錢，一怒之下持刀刺殺之 |
| 尤蔭蔭        |           | 賴品立其中一個女友 |
| 郭子豪        | George    | 餐廳老闆，翁珠迪之好友 |
| 謝雪心        | 方陳彩鳳  | 彩鳳，曾是風香樓千金小姐，患有腦退化症，方小喬之母，羅美蘭之好友 |
|               | 拖羅      | 譚遠志之寵物布偶貓，錢順潮之前寵物貓，失蹤寵物貓，被錢順潮認為吞食了有其罪證的USB |
|               | 魚子醬    | 譚遠志之寵物貓，由安娜代為照顧 |
| 陳庭欣        | 關莎黛    | 錢順朝之法律顧問，到懸案小組報案，希望警方能協尋貓的下落。 |
| 潘志文        | 錢順朝    | 錢順環球之老闆，不是真的愛貓，只因其吞了usb，而要把其找到。 |
| 陳榮峻        | 譚遠志    | 錢順朝之司機。 |
| 吳綺珊        | -         | 錢順朝之秘書。 |
| 陳嘉俊 (演員) |           | 酒保 |
| 蕭文諾        |           | 酒保 |
| 嘉駿          | 勇        | |
| 李頊珩        | 岳翔      | 毒品廚師 |
| 黃煒溏        | 張勝      | 2000年滅門兇殺命案真兇，張耀忠之父，金海東之表面上的好兄弟，主動討好錢順潮，幫其收地並放火燒村，結果被劉海知悉並要告發此事，受錢順潮的指示與金海東一同殺害其全家，殺人後獲得證據打算邀功，最後遭金海東報復殺害 |
| 鄧永健        |           | 行山客 |
| 梁雯蔚        |           | 行山客 |
| 魏惠文        | 劉海      | 錢順環球之會計，知悉放火燒村之真相，而被滅門。 |
| 莫偉文        | 孫進根    | 根，水谷村縱火案目擊者，患有創傷後遺症，劉海之好友 |
| 王致狄        | 孫珀華    | 孫根之子 |
| 謝芷倫        | 晶晶      | 邱晶， |
| 岑杏賢        | Dr. Chung | 臨床心理學家，幫劉達華做催眠，幫其恢復被滅門時的一些細節。 |
| 羅蘭          | 林 太     | 大姨媽，蒙漢森之大姨媽，針對安娜， |
| 邱芷微        | 金江淑娜  | 金海東之亡妻，許千盈之亡母 |
| 劉嘉琪        | 彭麗明    | Apple，女模，因吸毒死亡 |
|               | Anderson  | 與錢順潮洗黑錢 |
| 何佩珉        | 陳萱      | Bonnie，陳三元之線人，本打算協助陳三元指證錢順潮，但被錢順潮抓走，最終在關莎黛威逼下改口供 |
| 章景恆        | 馬爾福    | Bonnie之男友 |
| 甄懋強        | 五叔      | |
| 張嘉兒        | 翁珠迪    | Judy，婚姻治療師／心理學家，羅美蘭之女，韋展超之妻，戴安娜之表妹兼好友，古綺玲之客人兼好友，懷孕 |
| 朱咪咪        | 王二妹    | 二妹姐，退休人士，前生記茶餐廳老闆娘，陳大生之遺孀，陳三元、陳四喜、陳五福之母，陳小生之大嫂，程守忠、何金梅之親家，程莎莎、程嘉嘉、程卓卓之外婆，得知程莎莎被綁架以及陳三元撞車一事，命陳三元辭去警察一職，受陳三元的各種折磨，明白不能讓其失去工作，故放棄讓其辭職 |
| 黃美棋        | 程莎莎    | 莎莎，大學生，程峰、陳三元之長女，程嘉嘉、程卓卓之姊，程守忠、何金梅之孫女，陳大生、陳小生、王二妹之外孫女，陳四喜、陳五福、童家輝之姪女，朱素娥、衛英姿之契女，已經移民去海外留學，從新加坡回港，並被張耀忠捉走，以脅迫陳三元交換USB作交易，最後被安娜、蒙漢森救回 |
| 黃山怡        | 鄺邵玉蘭  | 鄺太，蒙漢森之傭人，被其誤會是聽障人士，並要靠唇語溝通，表明自己並非聽障，只是覺得蒙漢森又嘮叨又囉嗦而不想理會他，而被蒙漢森誤會是聾子，於是順水推舟假裝聽不見 |
| 何依婷        | 妙妙      | 妙妙姐，程百強之女友，與程百強逃離警方追捕時意外被車撞倒身亡 |
| 陳苑澄        | 敏敏      | 按摩師，吳丹基之女友 |
| 陳勉良        | 周文      | 「乾坤冰室」夥計 |
| 李岡          |           | 「乾坤冰室」夥計 |
| 雷深如        |           | 失婚婦人，涉嫌殺死悔婚男友 |
| 阮兒          |           | |
| 吳紫韻        |           | |
| 張曦雯        |           | 大律師／酒吧美女，與劉達華搭訕，被其猜測工作行業為律師 |
| 秦啟維        | -         | 導演 |
| 蕭百成        | -         | 飾演匪徒 |
|               | 湯圓      | 番薯（蒙漢森專稱，安娜之寵物貓 |
| 魏駿傑        | 程峰      | 阿峰，已故重案組總督察，失蹤多年，在法律上已經被宣告死亡，陳三元之夫，程莎莎、程嘉嘉、程卓卓之父，程守忠、何金梅之長子，陳大生、王二妹之長女婿，陳小生之姪女婿，陳四喜、陳五福之大姐夫，童家輝之連襟，黎大兵、鮑頂天、歐志強之上司，蔣天穎之情夫，實際為情報而接近其，於2003年遭成展才襲擊並被其連人帶車推落海裏後人間蒸發，僅於陳三元的回憶中及照片中出現 |
| 歐陽震華      | 陳小生    | 小生，退休特遣隊高級督察，警界神槍手，陳大生之弟，王二妹之叔仔，陳三元、陳四喜、陳五福之二叔，程莎莎、程嘉嘉、程卓卓之二叔公，衛英姿之男友，方晴、朱素娥之前男友，沈翹之前夫，僅於陳三元的回憶中出現 |
| 關詠荷        | 朱素娥    | 娥姐，退休衝鋒隊（EU警長，陳小生之前女友，余永財之前妻，余家樂之母，陳三元之前同事兼好友，程莎莎、程嘉嘉、程卓卓之契媽，於1997年與余家樂移民去海外並改嫁，僅於陳三元的回憶中出現 |
| 蔡少芬        | 衛英姿    | 阿姿，退休交通部警長，陳小生之女友，衛英雄、錢珊珊之女，王素心之繼女，蔡玉蘭之外孫女，陳三元之前同事兼好友，程莎莎、程嘉嘉、程卓卓之契媽，鄺梓鍵之前女友，僅於陳三元的回憶中出現 |
| 蒙嘉慧        | 方晴      | Sunnie，退休法證部科學鑑證主任，陳小生之前女友，羅劍暉之女，劍叔之徒弟，僅於陳三元的回憶中閃現 |
| 梁雪湄        | 陳四喜    | 四喜，童家輝之妻，陳大生、王二妹之二女，陳小生之姪女，陳三元之妹，陳五福之姐，程峰之姨仔，程莎莎、程嘉嘉、程卓卓之姨，僅於陳三元的回憶中閃現 |
| 姚樂怡        | 陳五福    | 五福，電視台女明星，歐志強之女友，陳大生、王二妹之三女，陳小生之姪女，陳三元、陳四喜之妹，程峰之姨仔，程莎莎、程嘉嘉、程卓卓之姨，僅於陳三元的回憶中閃現] |
| 李成昌        | 鮑頂天    | 頂爺，退休重案組警長，簡玉潔之夫，鮑國平之兄，程峰之前下屬，僅於陳三元的回憶中閃現 |
| 邵傳勇        | 歐志強    | 花灑，退休重案組警員，陳五福之男友，程峰之前下屬，僅於陳三元的回憶中閃現 |
| 歐瑞偉        | 黎大兵    | 大兵、黎Sir，退休重案組警員，前華籍英兵，程峰之前下屬，僅於陳三元的回憶中閃現 |
| 馬海倫        | 何金梅    | 程守忠之遺湘，程峰之亡母，陳三元之亡奶奶，程莎莎、程嘉嘉、程卓卓之亡嫲嫲，陳大生、王二妹之亡親家，僅於陳三元的回憶中閃現 |
| 盧海鵬        | 劍叔      | 退休法證部科學鑑證主任，方晴之師父，僅於陳三元的回憶中閃現 |
| 麥長青        | 成展才    | 大難才，已故洪英社龍頭，蔣天穎之亡夫，蔣權之亡女婿，於2003年錯手殺死蔣天穎，後襲擊程峰並把其連人帶車推落海，致其人間蒸發，最終被陳小生槍殺身亡，於陳三元的回憶中閃現 |
| 馬俊榮        | 程嘉嘉    | 嘉嘉，程峰、陳三元之亡子，程莎莎之亡弟，程卓卓之亡兄，在其出世前已經離世，程守忠、何金梅之亡孫子，陳大生、王二妹之亡外孫子，陳小生之亡侄孫，童家輝、陳四喜、陳五福之亡姨甥子，於2000年被鮑國平（翁文成指示的郭錦安殺害，僅於陳三元的照片中出現 |

## 評價
主要是班底大換血、沒有“新鮮感”，被網民說弄壞經典作，質疑無綫電視「為拍而拍」。但也有部分觀眾市民認為劇情有趣、輕鬆、演員們都不錯，繼續努力。

## 製作
- 演員陣容有所改變，由於第一輯至到第四輯的男主角歐陽震華因為角色及合約問題而辭演，至於現實生活中的魏駿傑拋棄多年女友滕麗名及離開無綫而沒有被邀請演出，而兩位女主角關詠荷及蔡少芬，扮演陳三元的兩位妺妹及兩位妹夫的梁雪湄、姚樂怡、鄧一君、邵傳勇等人已經先後離開無綫而無法參演，只是唯獨得滕麗名、李成昌、朱咪咪及黃美棋等舊班底參演，但是李成昌在續集中會以全新角色參與演出，而故事線是延續第四輯之後，但與前作陣容並無太大關係。
- 2020年6月9日：開鏡拜神儀式記者會。[7]同月29日，此劇舉行煞科宴。[8]
- 2021年1月24日：此劇製作特輯[9]《陀槍師姐2021激爆新篇》於22:00－22:30播出。

## 歌曲
本劇於在YouTube、網絡以及電視上所找到此劇歌曲。
| 主唱     | 歌曲       | 作曲   | 填詞           | 編曲       | 歌曲監製       | 用作   | 用作   | 用作 | 歌曲提供             |
| 主唱     | 歌曲       | 作曲   | 填詞           | 編曲       | 歌曲監製       | 主題曲 | 片尾曲 | 插曲 | 歌曲提供             |
| 王灝兒JW | 我不想別離 | 徐洛鏘 | 張美賢         | Johnny Yim | 何哲圖、韋景雲 |        |        |      | 星夢娛樂集團有限公司 |
| 谷婭溦   | 習慣       | 劉易昇 | 林詠妍、谷婭溦 | Johnny Yim | 何哲圖、劉易昇 |        |        |      | 星夢娛樂集團有限公司 |
| 戴祖儀   | 敢愛敢恨   | 朱俊傑 | 張美賢         | Johnny Yim | 何哲圖、韋景雲 |        |        |      | 星夢娛樂集團有限公司 |

## 收視
本劇於香港無綫電視翡翠台及myTV SUPER七日跨平台總收視之紀錄：
| 週次 | 集數   | 日期                         | 平均收視 | 最高收視 | 備註                           |
| 1    | 1－5   | 2021年1月25日－2021年1月29日 | 23.4點   | 24.3點   | 第1、2集七天跨平台總收視24.3點 |
| 2    | 6－10  | 2021年2月1日－2021年2月5日   | 22.4點   | 22.8點   | 第9集七天跨平台總收視22.8點    |
| 3    | 11－15 | 2021年2月8日－2021年2月12日  | 22.3點   | 23.2點   | 第11集七天跨平台總收視23.2點   |
| 4    | 16－20 | 2021年2月15日－2021年2月19日 | 21.9點   | 22.6點   | 第17集七天跨平台總收視22.6點   |
| 5    | 21－25 | 2021年2月22日－2021年2月26日 | 22.9點   | 24.0點   | 第24集七天跨平台總收視24.0點   |
| 6    | 26－30 | 2021年3月1日－2021年3月5日   | 23.6點   | 25.8點   | 第30集七天跨平台總收視25.8點   |
| 全劇 | 全劇   | 全劇                         | 22.8點   | 25.8點   |                                |

### 萬千星輝頒獎典禮2021
| 年份                      | 獎項                           | 單位     | 結果 |
| ------------------------- | ------------------------------ | -------- | ---- |
| 2021年                    |                                |          |      |
| 最佳劇集                  | 陀槍師姐2021                   | 提名     |      |
| 馬來西亞最喜愛TVB電視劇集 | 陀槍師姐2021                   | 提名     |      |
| 最佳女主角                | 宣萱                           | 提名     |      |
| 馬來西亞最喜愛TVB女主角   | 宣萱                           | 提名     |      |
| 最佳男主角                | 陳豪                           | 提名     |      |
| 馬來西亞最喜愛TVB男主角   | 陳豪                           | 提名     |      |
| 最受歡迎電視男角色        | 羅子溢                         | 提名     |      |
| 最受歡迎電視男角色        | 洪永城                         | 提名     |      |
| 最受歡迎電視男角色        | 鄭俊弘                         | 最后十強 |      |
| 最受歡迎電視女角色        | 宣萱                           | 提名     |      |
| 最佳男配角                | 洪永城                         | 提名     |      |
| 最佳男配角                | 李成昌                         | 提名     |      |
| 最佳男配角                | 關曜儁                         | 提名     |      |
| 最佳女配角                | 鄧佩儀                         | 提名     |      |
| 最佳女配角                | 張嘉兒                         | 提名     |      |
| 最受歡迎電視搭檔          | 陳豪、宣萱                     | 提名     |      |
| 最受歡迎電視搭檔          | 羅子溢、洪永城、鄧佩儀、關曜儁 | 提名     |      |

## 外部連結
- 無線電視官方網頁 - 陀槍師姐2021 （页面存档备份，存于）
- 陀槍師姐2021 - TVBAnywhere 北美官方網站 （页面存档备份，存于）
- 豆瓣电影上《陀槍師姐2021》的資料 （简体中文）
- 《陀槍師姐2020》新舊陀槍師姐出動！ （页面存档备份，存于）.TVB Weekly.2020-06-10
- 《陀槍師姐2020》煞科宴 疫情下順利拍攝　設宴慰勞劇組 （页面存档备份，存于）.TVB Weekly.2020-07-02
- 《陀槍師姐2021》新一代陀槍師姐出動！ （页面存档备份，存于）.TVB Weekly.2021-01-23
- 《陀槍師姐2021》1.25 全球同步播映 （页面存档备份，存于）.TVB Weekly.2021-01-25
- 陀槍師姐2021．短劇評三｜新鮮感已過缺點浮現　太快揭盅成敗筆？ （页面存档备份，存于）.香港01.2021-02-12
- 陀槍師姐2021．中期演員評核｜宣萱有驚喜　唯配角更加搞笑搶鏡 （页面存档备份，存于）.香港01.2021-02-12